# جيهان رجائي
جيهان رجائي (مواليد 17 أغسطس، 1944، القاهرة، مصر) هي أستاذ فخرية للكيمياء بالجامعة الأمريكية في القاهرة. وهي مؤلفة كتاب الواقعي العالِم وفورجر، الذي نشرته مطبعة الكلية الإمبراطورية عام 2015.

## النشأة والتعليم
ولدت جيهان رجائي بالقاهرة، وهي ابنة المحامي المصري الشهير نور الدين رجائي (1914 - 1980) ودرية شفيق (1908 - 1975)، زعيمة وقائدة الحركة النسوية المصرية من منتصف الأربعينات إلى منتصف الخمسينات.
حصلت جيهان على شهادة البكالوريا الفرنسية (1962) بينما كانت في المدرسة الفرنسية بالقاهرة. حصلت على شهادة البكالوريوس في الكيمياء 1966 (ماجنا كام لوود) والماجستير في علوم الحالة الصلبة (1968) كلاتا الشهادتين من الجامعة الأمريكية بالقاهرة. عام 1976 حصلت على شهادة الدكتوراة من برونيل، جامعة غرب لندن في المملكة المتحدة.

## السيرة
كانت جيهان رجائي عضو كلية في قسم الكيمياء بالجامعة الأمريكية بالقاهرة منذ عام 1970، وحتى تقاعدها كأستاذ فخري عام 2014.
اهتمام جيهان بالأساس في الكيمياء السطحية وأعمالها المنشورة تتعامل مع ربط الغاز / الصلب والسائل / الصلب. كما أن لديها اهتمام كبير بالكيمياء الأثرية وقامت بنشر عدة مقالات تتناول تفاعل العلوم الإنسانية والعلوم.
ترأست جيهان المجلس الأعلى للجامعة الأمريكية بالقاهرة (1998 - 2000)، وقسم الكيمياء بالجامعة الأمريكية بالقاهرة (2000 - 2006) وكانت باحث رئيسي، قادت مجموعة أبحاث عن الكيمياء السطحية في مركز يوسف جمال للعلوم والتكنولوجيا بالجامعة الأمريكية بالقاهرة. وكانت مديرة مشروع التخرج الكيميائى بالجامعة الأمريكية بالقاهرة (2010 - خريف 2014). حصدت جيهان العديد من جوائز أمناء الجامعة الأمريكية بالقاهرة بالإضافة إلى جائزة كلية العلوم والهندسة عن دورها كرئيس قسم الكيمياء. وفي عام 2013 حصلت على جائزة أفضل معلم لهذا العام على مستوى الجامعة.
كما أنه بالنظر إلى اهتمامها بالكيمياء الأثرية، عملت جيهان كرئيس مركز البحوث الأمريكية في مصر مشروع أبو الهول، وعملت في اللجنة الوطنية لدراسة أبو الهول، ولمدة سبع سنوات (2001 - 2008) كانت عضو مجلس إدارة مركز البحوث الأمريكية في مصر، وكجزء من هذا المشروع درست المباني المصرية القديمة من أبو الهول وحتى معبد الوادي للملك خفرع.
كانت جيهان رجائي لعدة سنوات (2008 - 2016) عضو في لجنة تحكيم الجوائز الدولية جيري في علوم الفيزياء التابعة لجائزة لوريال يونيسكو للمرأة في العلوم التي أُسست من قبل الحائزان على جائزة نويل كريستيان دي دوف وبيري جيل دي جين.
كانت تُحاضر في الجامعات الأتية: كامبريدج (المملكة المتحدة)، كورنيل، إكستر، كارولينا الشمالية في رالي، برينستون روتجرز، لوند، غوتنبرغ، وكارديف؛ أيضا الجمعية الفلسفية الأمريكية، ومتحف محمود خليل بالقاهرة، الجامعة الأمريكية في باريس، متحف فيتزوليام في كامبريدج (المملكة المتحدة) والمركز الوطنى للبحث العلمي في مارسيليا.

## الأسرة
تزوجت جيهان رجائي أولا من على طوسون إسلام (1945 - 1999). وفي أبريل 2010، تزوجت سير ميوريغ توماس (1932).